# グレータートロント

GTAの区分

グレーター・トロント・エリア（英: Greater Toronto Area）は、カナダ国内で最も多くの人口を抱える大都市圏である。オンタリオ州のトロントを中心に構成されており、一般にGTAと呼ばれることが多い。日本語名としては大トロント地域と呼ぶこともできるが、あまり一般的ではない。人口は2016年時点で641万人。北米第5位（ニューヨーク、メキシコシティ、ロサンゼルス、シカゴに次ぐ）の規模を誇る大都市圏を形成している。ハミルトン、ナイアガラ地域、ウォータールー地域等のグレーター・ゴールデン・ホースシュー地域を含めると人口は924万人に達する。

## 構成する地方自治体
- トロント市
- ヨーク地域
- ピール地域
- ハルトン地域
- ダラム地域

## 歴史
「グレーター・トロント」という語は1900年代から、当時の「トロント市（オールドトロント）」と隣接する町村を指していた。
1940年代後期には、トロント郊外を含む地域まで拡大した単一自治体の形成が議論されたが、郊外自治体の強い反発に合い、その妥協策として「メトロポリタントロント」という上層自治体の設立が州議会でも承認された。「メトロポリタン・トロント」は市制のトロントを始めとして、タウンシップ制のイーストヨーク、エトビコ、スカボロ、ノースヨーク、ヨークなどを含む13の市町村から構成された。
「グレーター・トロント・エリア（GTA）」という語が1980年代中期になって隣接する四地域（ヨーク、ミシサガ、オークビルなど）を含む語として使用されるようになった。また、より広域の行政に関心が高まったことを受け、メトロポリタントロント傘下の自治体は1998年に合併し新制トロント市となった。
その後GTAは、地方自治体の再編の議論を経て正式に州レベルの地区名として使用されるようになった。さらに広範囲の地域を指す「グレーター・ゴールデン・ホースシュー地域」や「GTHA（グレーター・トロント・ハミルトン・エリア）」などの語も生まれたが、引き続きGTAも報道や正式に州の刊行物で使用されている。